# Hardiya (Saptari)
Pour les articles homonymes, voir Hardiya.
Hardiya (en népalais : हर्दिया) est un comité de développement villageois du Népal situé dans le district de Saptari. Au recensement de 2011, il comptait 5 286 habitants.